# Strada Tighina din Chișinău
Strada Tighina (între anii 1834-1924 – str. Benderskaia; 1924-1934 – str. Tighinei; 1934-1944 – I.G. Duca; 1944-1990 – str. Benderskaia) este o stradă din centrul istoric al Chișinăului. 
De-a lungul străzii sunt amplasate o serie de monumente de arhitectură și istorie (Casa în care a locuit scriitorul Grigore Adam, Clădirea fostei școli, Casa de raport, nr. 9, Casa individuală, nr. 14, Edificiul, nr. 32, Complexul cazarmelor, Casa individuală, nr. 52, etc), precum și clădiri administrative (Direcția de poliție a municipiului Chișinău, Muzeul Militar, Centrul de Cultură și Istorie Militară, Penitenciarul Nr. 13, Unitatea militară „1002”, fostul Stadion Republican și altele). 
Strada începe de la intersecția cu str. Alexei Mateevici, intersectând alte 10 artere și încheindu-se la intersecția cu str. Avram Iancu și Bălănescu.

## Legături externe
- Strada Tighina din Chișinău la wikimapia.org